# An Elephant on His Hands
An Elephant on His Hands é um curto filme mudo norte-americano de 1913, do gênero comédia, dirigido por Al Christie e estrelado por Eddie Lyons, Lee Moran e Lon Chaney. An Elephant on His Hands é agora considerado um filme perdido.